# Carl Ficke
 (novembre 2020).
Carl Ficke (ou Karl Ficke) né le 3 mai 1862 à Brême et mort le 28 janvier 1915 à Casablanca était un négociant allemand de produits agricoles qui s'est établi au Maroc au début du XXe siècle.
Ficke est l'un des principaux représentants des colons allemands du Maroc qui, en vue de préserver leurs intérêts économiques, menèrent une résistance acharnée contre la pacification française du pays. 

## Biographie

### Origine et enfance
Carl est né à Brême le 3 mai 1862 fils de Heinrich Albert Ficke et de Catharina Adelheid Nehrmann. Ses parents se sont mariés en septembre 1851 et ont eu cinq enfants dont deux sont morts trop jeunes, à savoir Johanne Sophie (1857-1860) et Carl Hermann Georg (1866-1875). Les deux autres frères de Carl étaient Johannes Heinrich Albercht né le 22 mars 1854 et Wilhelm né le 24 mars   1864.
La famille Ficke était étroitement liée aux activités du port, le grand père et l’arrière-grand-père de Carl était respectivement docker et marin. Son père avait commencé sa carrière de marin dès l’âge de 15 ans, une carrière qui l’a conduit en Angleterre, au brésil, aux États unis, à Singapour et même en Australie. Il atteint New York en 1866 où il aurait probablement fondé une nouvelle famille sans divorcer sa première femme qui n’a plus de nouvelle de lui.
Depuis 1870, Carl vit avec sa mère et ses frères dans une maison construite par la fondation "Haus Seefahrt" pour le soin des marins et de leurs épouses. Son frère ainé Heinrich termine ses études et quitta Brême à l’âge de 20 ans pour le Gibraltar où il se lance dans l’export au sein de la société Franzius, Henschen & Co. À l'époque, les échanges commerciaux avec le Maroc se faisaient essentiellement à partir du Gibraltar dans le cadre du traité anglo-marocain de 1856.

### Arrivée au Maroc
Une légation allemande fut créée en 1872 à Tanger et de plus en plus de représentants commerciaux des entreprises allemandes commencèrent à se rendre au Maroc pour explorer de nouvelles opportunités d'affaires. En automne 1877, Carl Ficke quitta son foyer à l’âge de 15 ans pour rejoindre son frère aîné à Casablanca,. En effet, à la suite des conseils de Theodor Weber, nommé consul allemand à Tanger en 1875, Heinrich fut déterminé à s’installer au Maroc et fonda sa propre entreprise à Casablanca appelée   « Heinrich Ficke & Co » en avril 1878. Il fait appel à Friedrich Brandt et Heinrich Toël comme copropriétaires l’année suivante. Carl, encore adolescent, fut employé chez son frère.
Carl Ficke apprit l'arabe très rapidement ; On ne sait pas s'il savait la lire et l’écrire mais sa connaissance de la langue et de la culture marocaine lui permit de participer à l’expédition de l’entomologiste allemand Quedenfelt à Marrakech en 1883.
En 1886, Carl accompagna l'expédition commerciale de Robert Jannasch vers l’oued Noun. Jannasch déclara par la suite que la grande connaissance des coutumes et mœurs arabes, dont ficke a fait preuve, contribua de manière significative à sauver l’expédition.

### Grand Négociant
À la suite des recommandations de Weber et vu l’essor des affaires des frères Ficke, Heinrich fut nommé Vice-consul allemand à Casablanca en 1885. Un an plus tard, Carl devient associé de son frère lorsque Brand et Toël quittent la société. Carl fut même autorisé en 1887 à remplacer son frère en cas d'absence à la tête du consulat.
Il accompagna l’ambassade du comte de Tattenbach à la cour de Moulay Hassan à Fès comme second drogman et participa activement aux négociations aboutissant au traité commercial germano-marocain de 1890.
En 1899, Carl Ficke fonda sa propre entreprise, qui est devenue l'une des plus importantes du Maroc. Il acheta à son frère la succursale de Mazagan , dont le mandataire Richard Gründler est devenu son partenaire. En plus de la société mère à Casablanca qu'il dirige depuis 1908 avec le neveu de son épouse Edmund Nehrkorn, Carl avait des succursales à Marrakech (1902), Fès (1908) et Tanger (1911).
Il possédait environ 3000 hectares dans la province de la Chaouia où il cultivait les légumes notamment la pomme de terre et la tomate et aurait également contrôlé dans une large mesure la production agricole dans le Sous entre Marrakech et Mogador avec les sociétés Marx & Co, Weiss & Maur et Brandt & Toël.
En 1904, Carl Ficke exportait de la cire à Moscou, des œufs à Londres, des graines à canaris à Gênes, des amandes à Buenos Aires, mais aussi poils de chèvre, poils de queue de vache, cumin, coriandre, haricots et orge et réussit la même année la construction d'un nouveau grand fondouk à Casablanca à l'extérieur de la muraille et à proximité du port. Le Reich allemand avait estimé excessivement sa fortune en 1914 à 6 millions de marks.

### Engagement politique
Carl Ficke voyagea à Tanger pour accueillir le Kaiser Guillaume II, le 31 mars 1905, pour sa courte visite qui a déclenché la première crise marocaine. La visite de l'empereur a été perçue comme un encouragement par les Allemands du Maroc, qui jusqu'alors, se voyaient impuissants face à la pression française croissante .
De ce fait, Carl Ficke et Friedrich Brandt posent une proposition de création d'une "Association pour la protection des intérêts allemands au Maroc", mais ils n’ont pas eu l’appui nécessaire des autres colons allemands. Ficke se tourna ensuite vers la presse pour soutenir sa cause.
La conférence d’Algésiras de 1906 accorda le droit d’organisation de la police marocaine exclusivement aux Français et aux Espagnols, ce qui fut un échec politique pour l’Allemagne. Carl Ficke était certes déçu par le gouvernement allemand mais son engagement resta intact. Il pensa toujours aux paroles de son empereur qui, lors de sa visite à Tanger, avait promis des droits égaux pour toutes les nations européennes dans un Maroc indépendant.
Ficke s’exprima contre l'occupation d'Oujda par les Français après l'assassinat du Dr Émile Mauchamp à Marrakech le 19 mars 1907. Il attribua la responsabilité des événements aux Français et leur incompréhension de la culture marocaine.
Après le bombardement de Casablanca de 1907, Carl Ficke perd toute modération et devient l’ennemi le plus détesté des Français par ses positions radicales. Il affirme que, poussée par ses projets colonisateurs, la France a délibérément provoqué les tribus de la Chaouia pour justifier leur intervention à Casablanca. Il demanda au Reich la protection des intérêts allemands à Casablanca et une indemnisation des pertes causées par les troupes françaises qui, selon lui, ont ciblé particulièrement le commerce allemand. Ficke a même demandé à Jean Jaurès son intervention contre l’action française au Maroc. Une délégation de Casablanca composé de Carl Ficke, Reinhard Mannesmann et Walter Opitz fut accueillie le 4 septembre 1907 à Berlin par le secrétaire d'État aux affaires étrangères, Heinrich von Tschirschky. Ce dernier refusa toute agitation contre la France et fait remarquer aux trois messieurs que chaque Allemand se rendant à l’étranger doit s’attendre à des incidents comme celui de Casablanca.
Le nouvel espoir des Allemands du Maroc est désormais Moulay Hafid : ce dernier a déclenché une guerre civile en disputant le trône de son frère Moulay Abdelaziz. Carl Ficke soutenait Moulay Hafid et joua le rôle de son médiateur avec l’opinion publique allemande. Ficke tenta de s’approcher de Moulay Hafid en lui offrant des présents tels que des pendules carillonnantes de Nuremberg, un oiseau mécanique chantant dans sa cage dorée ; ainsi qu’en lui procurant un médecin (le Docteur Holtzmann) pour l’aider à savourer sans relâche son harem. Ficke et ses alliés allemands armèrent Hafid avec des fusils Mauser et mitrailleuses Krupp venant entre autres des magasins de Wölfling (employé de Ficke) à Mogador et Mazagan. Mais contrairement aux attentes de Ficke, la campagne française au Maroc ne s’est pas arrêtée malgré les victoires de Moulay Hafid.

#### Campagne de la Chaouia
Durant la pacification de la Chaouia par le général d’Amade, Carl Ficke incitait les tribus de la région contre les troupes françaises. Il avait en effet plusieurs associés agricoles marocains qu’il protégeait par des cartes en leurs noms signées et cachetées par le consulat impérial allemand à Casablanca. Il les armait par des fusils passés à Rabat et Mazagan. À chaque affrontement entre les Français et les tribus Chaouia, Ficke portait plainte auprès de la légation allemande à Tanger pour agression contre des protégés allemands. Une vague de plaintes s’abat alors sur le ministère des affaires étrangères français à chaque progression du général d’Amade qui est obligé de se justifier ou bien de commenter.
Carl Ficke menait en parallèle une campagne de presse en collaboration avec August Hornung le rédacteur en chef du journal allemand Deutsche Marokko-Zeitung à Tanger.
Parmi les protégés de Ficke qui menaient une résistance contre les soldats français on cite :
-         Hadj Belhadj El Medkori des Mdakra : sa plainte a été formulée le 16 mars 1908 contre des soldats français qui ont mis le feu à sa maison et détruit les jardins et les silos même après hissage du drapeau blanc. Le général d'Amade nie le lever du drapeau blanc et précise que ses troupes ont réagi aux fusillades venant de la maison de Medkori. Il a rejoint les cavaliers de Moulay Hafid après avoir reçu l’aman d'Amade.
-         Dahman Ben Amar des Mzamza : censal de Ficke, son troupeau a été saisi par les goumiers en punition des coups de feu tirés par ses domestiques sur une patrouille française.
-         Mohamed Belhaj Elharrizi : associé agricole de Ficke, sa caravane a été confisquée à Médiouna par manque de permis de circuler.
-         Mohammed bel arbi ben Mekki Ezzidani des Medakra : censal de ficke tué l'arme à la main selon D’Amade, massacré selon la presse allemande.
Le consul français à Casablanca, M. Jean-Claude Lazare Malpertuy, écrit sur ce sujet dans une lettre adressée à Regnault le 23 mai 1908 : "le fait de recevoir une patente de protection ne confère pas à un indigène les vertus du pays qui le protège et ne lui enlève pas les défauts ou les vices de sa race. M. Karl Ficke oublie que ses protégés sont des Marocains".

#### L'affaire des déserteurs de Casablanca
Une agence de désertion des légionnaires étrangers de l’armée française avait été créée en 1906 par un journaliste allemand du "Deutsche Marokko-Zeitung" nommé Heinrich Sievers. Cette agence s’activa à recruter des déserteurs français, les cacher puis les rapatrier à bord de navires allemands.L' agence a pu dissimuler cinquante déserteurs en 1908. Ces opérations de désertion avait été orchestrées et financées par plusieurs membres de la colonie allemande au Maroc. Karl Ficke participa également au financement.
Le 25 septembre 1908, un affrontement entre les membres du consulat allemand et les soldats français s'est déclenché au port de Casablanca lors de l'embarquement de six soldats de la légion étrangère en vue de leur rapatriement. Cet incident connu sous l'affaire des déserteurs de Casablanca provoqua un conflit entre la France et l'Allemagne. Les deux pays ont dû se référer à la médiation de la cour d'arbitrage de la Haye pour résoudre leur différend. La presse française soupçonnait à tort que Carl Ficke avait pris part à l'incident.

#### Le domaine Méliabat
Carl Ficke avait acheté un terrain en août 1909. Les Français avait besoin de ce terrain afin de loger leur nombre croissant de soldats et ont contesté la propriété de Ficke en l'accusant d'avoir volé un terrain du Maghzen,. Cette affaire de la propriété appelée "Méliabat" s'est poursuivie pendant des années et a occupé les gouvernements de Berlin et de Paris. Finalement, les Français ont cédé et le président Raymond Poincaré a décidé de verser à Ficke la somme demandée. Toutefois, après le changement de propriétaire il s'est avéré que la propriété était considérablement plus petite que ce qui était indiqué sur le contrat d'achat.
La population marocaine suivait l'affaire avec intérêt et assista au triomphe de Ficke contre les Français qui ont dû verser la somme de 400 000 francs pour le terrain.

#### Après la crise d'Agadir
Après la conclusion de l'accord franco-allemand du 4 novembre 1911, qui a mis fin à la deuxième crise du Maroc et a ouvert la voie au protectorat français, beaucoup d'Allemands songeaient à quitter le Maroc et repartir à zéro ailleurs. Mais vers 1912, la détermination de rester et de résister a prévalu.   Ficke se justifiait en disant  que : "Une fois que vous vous êtes installé au Maroc, il n'est pas facile de s'en passer". La nouvelle volonté de rester s'est traduite au tournant de l'année 1912/13 par une vague d'implantations de succursales. Carl en a fondé à Mehedia, Azemmour et Larache; les frères Mannesmann sont désormais représentés dans 14 endroits du pays et un total de 33 agences des entreprises déjà existantes ont été inscrites au registre du commerce en 1912 en plus de 54 nouvelles entreprises allemandes. 
Les mannesman, comme Ficke, restèrent fidèles à leur engagement contre la politique colonialiste française et essayèrent d'influencer le sultan Moulay Hafid mais celui-ci signe finalement le traité de Fès instaurant le protectorat français sur le Maroc. 
À l'abdication de Moulay Hafid, les Mannesmann et Ficke s'unissent; ils armèrent les chefs de guerre du pays et leurs adressèrent des patentes de protection comme: 
- Mahdi el hiba : ils lui envoient 10 000 fusils, 4 millions de cartouches et 4 canons; 
- Chérif Chenguitti au nord: vieil ami de ficke, il le pousse à se proclamer sultan le 3 juin 1913;
- Sidi Raho;
- Mouha Ousaid;
- Moha Ouhammou dans l'Atlas;
- etc.

### Déclaration de la grande guerre

#### La rafle
Avec la déclaration de guerre allemande et française, l'ambiance a commencé à changer au Maroc. Les jeunes Français, largement majoritaires, ont défilé dans les rues en chantant la Marseillaise, tandis que les Allemands se retirent du public.
Le  3 août 1914, le général Hubert Lyautey ordonna l'arrêt de tout sujet allemand. Après perquisition, 300 allemands ont été arrêtés et internés à la Villa Ficke. 
Les frères Mannesmann avaient réussi à se réfugier dans la zone espagnole ; leur ferme contenait 5 000 fusils Mauser et selon les troupes françaises, ils s'apprêtaient à une révolte à Casablanca.
La villa Ficke était assez grande pour accueillir les Allemands arrivant du Sud et de l'intérieur du pays, dont 35 personnes souffrant de la malaria et plusieurs femmes enceintes.  
Pour l'anecdote, la lumière de la Villa a été allumée et éteinte à plusieurs reprises pendant cette nuit (la villa avait l'électricité) soit pour s'occuper des enfants soit pour leur amusement. Néanmoins, les Français ont interprété cela comme un signal destiné aux navires de guerre allemands Goeben et Breslau, qui visaient les installations portuaires de Bône (Annaba) et Philippeville (Skikda) en Algérie afin d'entraver le transport des troupes françaises vers l'Europe. 

#### Camp de Sebdou
Les Allemands ont été déportés par deux navires en direction d'Oran pour les interner ensuite dans le camp de Sebdou. Une fois le navire accosté, les déportés devaient rejoindre la station ferroviaire à pied depuis le port. En courant vers la gare, les allemands ont été attaqués et maltraités par la population locale par des bâtons et des pierres. Carl Ficke aurait essayé de se cacher dans une entrée mais un soldat le trouve et lui brise la mâchoire avec la crosse de son fusil. Il réussit toutefois à gagner la gare et est emmené à l'hôpital militaire de Sebdou pour se faire soigner. 

### Le procès

#### Condamnation à mort
Le 8 septembre 1914, le capitaine Badin, chargé de l'enquête sur les allemands du Maroc, établit une liste de suspects pour le général Lyautey. Le ministère des affaires étrangères ordonna au gouverneur général de l'Algérie le renvoi en urgence de quatorze des internés à Casablanca, ce qui fut fait le 27 septembre. 
Les principaux concernés était : Carl Ficke, son assistant Richard Gründler et le neveu de sa femme Edmund Nehrkorn mais aussi Friedrich Brandt, Georg Krake et des employés des frères Mannesmann.
Lors de treize interrogatoires, Carl Ficke est questionné sur l'affaire des déserteurs, la vente du terrain Méliabat, la contrebande d'armes, l'abus du système de protection et ses campagnes de presse. 
Les perquisitions domiciliaires ont amassé une série de correspondances jugées incriminantes contre les accusés notamment une lettre d'August Hornung adressée à Ficke le 11 septembre 1908 qui disait: "S'il y avait la guerre, il faudrait qu'il fût fait en sorte que pas un Français ne sortît vivant de la Chaouia",, et une lettre de Gründler datant du 28 novembre 1911 trouvée chez lui où il disait " Malgré tout, la France n'a en réalité reçu que l'autorisation de jouer au policier au Maroc, et quand elle parle de protectorat, c'est avec un fil à la patte, car presque à chaque pas, elle ira contre le sens du traité, de sorte qu'au cours d'une occasion meilleure, on pourra encore découper le reste du Congo ou n'importe quel morceau de la France"
Le rapport final de Badin conclut que Ficke, Grundler et Nehrkorn ont joué un rôle actif en vue d'expulser les français du Maroc, et déféra les trois accusés devant le conseil de guerre pour intelligence avec l'ennemi.
Le procès débuta le 13 janvier 1915 devant le conseil présidé par le colonel Augistron. Ficke se défend par un interprète, les deux autres en français. Malgré l'absence de preuves, le conseil de guerre donna son verdict le 15 janvier 1915: Condamnation à mort de Ficke et Gründler et travaux forcés à perpétuité pour Nehrkorn,,,.

#### Exécution
Les États unis, par le biais de leur chargé d'affaires à Tanger Maxwell Blake, demandèrent le report de l'exécution de Ficke et Gründler pour permettre un échange de prisonniers avec l'Allemagne. Toutefois, Lyautey jugea l'exécution nécessaire, "Notre autorité et notre prestige l'exigent" selon ses dires.
En effet, Ficke incarnait la résistance allemande et jouissait d'un prestige aux yeux des marocains qui irritait l'administration française.
Les avocats des deux allemands se sont rendus en France pour obtenir grâce mais la décision de Poincaré a été prise le 27 janvier : l'exécution de Ficke et Grundler est inévitable.
Le lendemain à 6h 10 du matin, Ficke est informé par son interprète que sa grâce est rejetée. Un père franciscain entra dans sa cellule pour le consoler, Ficke étant protestant pratiquant se recueillit puis alluma sa cigarette et écrit calmement trois lettres tout en regrettant de ne pas avoir eu assez de temps pour rédiger son testament. Grundler, au contraire, tremblait et affirmait qu'il n'avait jamais eu de sentiment antifrançais. 
Menottés, les deux condamnés sont montés dans une voiture d'ambulance pour se diriger vers le Fort Provost qui se trouvait ironiquement au pied de la villa Ficke. Le jour de l'exécution coïncidait avec la fête du mouloud, une foule de marocains les attendait parmi laquelle se trouvait le pacha Omar Tazi et des officiers français;  Ficke dit en descendant : "il y a des milliers d'innocents qui meurent en ce moment; je vais être une victime de plus". Il refusa de se faire bander les yeux et après la lecture de la sentence par le capitaine Amat, le coup retentit à 7 h 07 min, Ficke cria une dernière fois " Je meurs pour l'Allemagne" et tombe en avant. La musique de l'hymne de la Sambre-et-Meuse retentit avec les cris "Vive la France".

## Postériorité

### Enterrement
Les corps de Carl Ficke et Richard Grundler ont été enterrés au cimetière d'El Hank à Casablanca. En 2000, une pierre tombale avait été anonymement placée sur leurs tombes.

### Descendance
Le 11 février 1888, Carl épouse Franziska Wilhelmine Erb, née elle aussi à Brême le 2 novembre 1866 et fille d'un commerçant allemand . Le couple n'a jamais eu d'enfants mais un cas de mortinatalité est probable.
Sa femme est décédée en février 1945 à la suite d'un bombardement à Dresde durant la deuxième guerre mondiale.

### Biens immobiliers
Le dahir du 29 septembre 1914 prescrit la mise sous séquestre de tous les biens austro-allemands au Maroc. Les biens de Ficke ont été mis en enchères par le liquidateur d'état Mr Armand Alacchi et se constituaient à Casablanca de:
- Le château Carl ficke (19.971 m²) construit en 1913 : Situé sur le plateau de Mers sultan avec une vue dominant la ville et la mer et avec accès sur le boulevard de Londres. Il est composé d'une maison avec étage, d'un bâtiment R+1 avec garage, chambres et grande écurie et d'un parc clôturé par un mur. 
Mise à prix: 1 540 000 francs
- Un immeuble sur le bvd 4ème zouaves (l'actuel bvd Houphouët-Boigny) d'une surface de 5780 m² composé de: Vastes magasins, entrepôts, bureaux, fondouk, boutiques et d'une maison d'habitation à étage avec grand jardin, cours et court de tennis.
Mise à prix: 1 530 000 francs
Ficke possédait aussi un immeuble sis à 19 Rue la croix rouge loué à la société SCHAMASCH et Cie. En 1915, un certain hassen ben el hessein bedaoui prétendait être propriétaire du bien.